# Grigori Morozov
Bản mẫu:Eastern Slavic name
Grigori Pavlovich Morozov (tiếng Nga: Григорий Павлович Морозов; sinh ngày 6 tháng 6 năm 1994) là một hậu vệ bóng đá người Nga thi đấu cho F.K. Dynamo Moskva. Vị trí ưa thích của anh là hậu vệ trái.

## Sự nghiệp câu lạc bộ
Anh có màn ra mắt tại Russian Second Division cho F.K. Akademiya Tolyatti vào ngày 18 tháng 4 năm 2012 trong trận đấu với FC Khimik Dzerzhinsk.
Anh ra mắt tại Giải bóng đá ngoại hạng Nga cho F.K. Dynamo Moskva vào ngày 2 tháng 8 năm 2015 trong trận đấu với FC Lokomotiv Moskva và ghi bàn trong màn ra mắt với tỉ số 1–1. Trong trận đấu thứ ba cho Dynamo vào ngày 16 tháng 8 năm 2015 anh ghi bàn thắng duy nhất trong chiến thắng 1–0 trên sân nhà trước F.K. Ural Sverdlovsk Oblast.

### Thống kê sự nghiệp
Tính đến 13 tháng 5 năm 2018
| Câu lạc bộ              | Mùa giải            | Giải vô địch        | Giải vô địch | Giải vô địch | Cúp     | Cúp       | Châu lục | Châu lục  | Tổng cộng | Tổng cộng |
| Câu lạc bộ              | Mùa giải            | Hạng đấu            | Số trận      | Bàn thắng    | Số trận | Bàn thắng | Số trận  | Bàn thắng | Số trận   | Bàn thắng |
| ----------------------- | ------------------- | ------------------- | ------------ | ------------ | ------- | --------- | -------- | --------- | --------- | --------- |
| F.K. Akademiya Tolyatti | 2011–12             | Second Division     | 7            | 0            | 0       | 0         | –        | –         | 7         | 0         |
| F.K. Dynamo Moskva      | 2012–13             | Premier League      | 0            | 0            | 0       | 0         | 0        | 0         | 0         | 0         |
| F.K. Dynamo Moskva      | 2013–14             | Premier League      | 0            | 0            | 0       | 0         | –        | –         | 0         | 0         |
| F.K. Dynamo Moskva      | 2014–15             | Premier League      | 0            | 0            | 0       | 0         | 0        | 0         | 0         | 0         |
| F.K. Dynamo Moskva      | 2015–16             | Premier League      | 21           | 2            | 2       | 0         | –        | –         | 23        | 2         |
| F.K. Dynamo Moskva      | 2016–17             | National League     | 30           | 1            | 2       | 0         | –        | –         | 32        | 1         |
| F.K. Dynamo Moskva      | 2017–18             | Premier League      | 13           | 0            | 1       | 0         | –        | –         | 14        | 0         |
| F.K. Dynamo Moskva      | Tổng cộng           | Tổng cộng           | 64           | 3            | 5       | 0         | 0        | 0         | 69        | 3         |
| Tổng cộng sự nghiệp     | Tổng cộng sự nghiệp | Tổng cộng sự nghiệp | 71           | 3            | 5       | 0         | 0        | 0         | 76        | 3         |